# ディアーノ・カステッロ
ディアーノ・カステッロ(伊: Diano Castello)は、イタリア共和国リグーリア州インペリア県にある、人口約2,200人の基礎自治体（コムーネ）。

## 地理

### 位置・広がり

#### 隣接コムーネ
隣接するコムーネは以下の通り。
- ディアーノ・アレンティーノ
- ディアーノ・マリーナ
- ディアーノ・サン・ピエトロ
- インペリア
- サン・バルトロメーオ・アル・マーレ

### 地震分類
イタリアの地震リスク階級 (it) では、2 に分類される
。